# 八千頌般若経
『八千頌般若経』（はっせんじゅはんにゃきょう、八千頌般若波羅蜜多経、梵: Aṣṭasāhasrikā-prajñāpāramitā Sūtra, アシュタサーハスリカー・プラジュニャーパーラミター・スートラ）は、大乗仏教の般若経典の1つ。後に増広された『二万五千頌般若経』等と区別するために、文字数を偈頌に換算して偈頌の数で表現される。
漢訳では鳩摩羅什訳の『摩訶般若波羅蜜経』（まかはんにゃはらみつきょう）が最もよく知られるが、やはり同名である『二万五千頌般若経』の漢訳経典と区別するために、こちらを「小品」（しょうぼん、小品般若経）、『二万五千頌般若経』の方を「大品」（だいぼん、大品般若経）と呼ぶ。
「空」を説くにもかかわらず「空」という言葉を使っていないことなどから、般若経典の中では最古級のものとされ、紀元前後から1世紀頃までに成立したと考えられる。

## 漢訳
漢訳経典としては、
- 支婁迦讖訳 『道行般若経』（大正蔵224）
- 支謙訳 『大明度経』（大正蔵225）
- 曇摩蜱・竺仏念訳 『摩訶般若鈔経』（大正蔵226）
- 鳩摩羅什訳 『（小品）摩訶般若波羅蜜』（大正蔵227）
- 玄奘訳『大般若波羅蜜多経・第四会/第五会』（大正蔵220）
- 施護訳 『仏母出生三法蔵般若波羅蜜多経』（大正蔵228）
- 法賢訳 『仏母宝徳蔵般若波羅蜜経』（大正蔵229）

などがある。

## 内容
大乗仏教と空について述べられている。
中村元によれば般若経典の中でも早期に成立したものであり、経典の形式が非常に簡素で古い形式をとっている。経典の序盤部分では真理を知り、悟りに至るということ自体が仏の力によって助けられているということが明言されている。一切空を悟ることを智慧の完成といい、したがって仏道を実践する人というものも本来実存しない。このため菩薩は多くの人々を涅槃へと導くとしているが、実際は誰も導いていないと説く。大乗とは乗る人も乗るものも存在せず、一切のものは空である。空観の立場では人は本来すでに悟っているため新たに悟りを開くということもない。このような自覚に基づく実践的認識を智慧の完成（般若波羅蜜）と称する。

## 日本語訳
- 『大乗仏典2-3』「八千頌般若経1-2」 梶山雄一、丹治昭義訳 中公文庫

## 注・出典
1. ↑  八千頌般若経とは - 世界大百科事典/コトバンク
2. ↑  中村元「現代語訳大乗仏教　般若経典」東京書籍